# Dieter von Glahn
Dieter von Glahn (* 1923 in Stolp/Pommern; † 1997) war ein Führer des Bunds Deutscher Jugend.

## Leben
Dieter von Glahn wuchs in Stolp auf und meldete sich freiwillig zur Wehrmacht. Er nahm aktiv am Zweiten Weltkrieg teil und geriet als Offizier in sowjetische Kriegsgefangenschaft. Er kehrte 1946 aus der Gefangenschaft zurück und floh mit seiner Familie in den Westen, wo er sich zunächst in Oldenburg niederließ. In seinem Entnazifizierungsverfahren wurde von Glahn im Oktober 1947 als „unbelastet“ eingestuft.

## Politisches Wirken

### Parteien
1948 engagierte sich von Glahn in der Kommunalpolitik, trat in die Freie Demokratische Partei (FDP) ein und wurde Bezirksvorsitzender der Deutschen Jungdemokraten. Aus der FDP trat er 1955 aus, weil sie ihm „zu linksliberal wurde“. Zusätzlich engagierte sich von Glahn als exponiertes Mitglied im Vorstand des 1948 in Oldenburg gegründeten „Verband der Ostvertriebenen und Flüchtlinge“.
1956 wurde von Glahn Mitglied der Christlich Demokratische Union Deutschlands (CDU). Er verließ die CDU im Mai 1989, weil sie „keine konservative Volkspartei mehr sei“ und wurde für neun Monate Mitglied der Republikaner (REP). Er fungierte zeitweise als Pressesprecher der Republikaner in Hannover und trat 1990 aus der Partei mit der Begründung aus, sie sei „politikunfähig“. Danach gründete er in Hannover die „Konservative Sammlung“, welche ab Mai 1994 im Vereinsregister eingetragen wurde. Von Glahn war bis zu seinem Tod ihr Vorsitzender.

### Bund Deutscher Jugend
Im Jahr 1950 wurde von Glahn für den Bund Deutscher Jugend (BDJ) rekrutiert, einem rechtsextremen Verband mit strikt antikommunistischer Ausrichtung, und absolvierte mehrere vierwöchige „Partisanenlehrgänge“. Danach wurde Glahn zur zentralen Führungsfigur des BDJ beziehungsweise dessen „Bund Deutscher Jugend|Technischem Dienst“ (TD) in Norddeutschland. In dem vom CIA finanzierten Verband baute er Geheimdienststrukturen und Lager auf, die bei einem Einmarsch der Roten Armee militärisch wirksam werden sollten. Weiterhin legte von Glahn als Bereichsleiter Oldenburg/Bremen eine „Liquidationsliste“ an, in der rund 200 prominente Sozialdemokraten und Kommunisten verzeichnet waren, unter anderem Erich Ollenhauer oder Heinrich Zinnkann. Anfang 1953 wurden der BDJ und der Technische Dienst als verfassungswidrig verboten. Ein Verfahren gegen von Glahn wurde im August 1955 vom damaligen Generalbundesanwalt Carlo Wiechmann eingestellt.

## Veröffentlichungen
- Patriot und Partisan: für Freiheit und Einheit, Autobiografie, Grabert-Verlag 1994